# Taiwanische Staatsbildungspartei
Die Taiwanische Staatsbildungspartei (TSP, chinesisch 台灣基進黨, Pinyin Táiwān jī jìn dǎng – „Taiwanische Basis- und Fortschrittspartei“, engl. Taiwan Statebuilding Party) ist eine politische Partei in der Republik China (Taiwan). Sie gehört dem pan-grünen Parteienspektrum an.

## Parteigeschichte
Die Partei wurde durch den Polit-Aktivisten und -Publizisten Chen Yiqi (陳奕齊) und einige Gleichgesinnte in Kaohsiung gegründet. Die Gründer waren ursprünglich Anhänger der Demokratischen Fortschrittspartei, kamen aber zu der Ansicht, dass die jüngere Generation sich mehr in die Politik Taiwans einbringen müsse. Die Parteigründer waren vor allem wegen der Politik der Annäherung Taiwans an die Volksrepublik China unter Präsident Ma Ying-jeou (Kuomintang, KMT) beunruhigt. Sie unterstellten der KMT-Regierung, dass die Politik des „ein China – zwei Interpretationen“ (die Kurzfassung des sogenannten Konsenses von 1992) letztendlich bei einer Situation des „ein Land, zwei Systeme“ enden würde. Die Kuomintang sei auch keine „taiwanische Partei“, sondern eine „chinesische Partei“. Die Parteigründer wollten eine „radikale“ politische Kraft gründen und entlehnten die Schriftzeichen 基 aus dem Begriff ‚fundamental‘ (基本的,  Jīběn de) und 進 vom Begriff ‚fortschrittlich‘ (進步,  Jìnbù) und fügten diese zum neuen Parteinamen 基進黨,  Jījìn dǎng zusammen (黨,  dǎng – „Partei“). Diese Partei, die englisch unter dem Namen Radical Wings fungierte, wurde am 15. Mai 2016 in Kaohsiung gegründet.
Um sich noch sichtbarer ihre Eigenständigkeit gegenüber der DPP deutlich zu machen, und nicht nur als deren radikaler Flügel zu gelten, fügte die Partei später noch ihren Namen  den Begriff 台灣,  Táiwān hinzu und änderte die englische Titulierung in Taiwan Statebuilding Party.

## Bisherige Wahlergebnisse bei den Wahlen zum Legislativ-Yuan
Bei der Parlamentswahl 2020 gewann die Partei einen Sitz über ein Direktmandat im Wahlkreis Taichung-II. Chen Po-wei zog damit als erster Abgeordneter der Partei ins Legislativ-Yuan ein. Bei der darauffolgenden Wahl 2024 verlor die Partei diesen Sitz wieder.